# Ettore Pozzoli
Ettore Pozzoli (Seregno, 22 luglio 1873 – 9 novembre 1957) è stato un pianista, compositore e didatta italiano.
Divenuto famoso per i suoi esercizi per pianoforte e le sue raccolte di solfeggi.

## Biografia
Fu allievo di Ferroni, Appiani e di Disma Fumagalli. Quando morì sua figlia, Elsa, di tre anni, Pozzoli iniziò a dedicarsi completamente alla musica dal punto di vista didattico. Nel 1943 si ritirò a vita privata con la moglie Gina Gambini a Seregno. Dopo aver ricevuto vari riconoscimenti, tra cui la Croce di Cavaliere nell'Ordine della Corona d'Italia e la nomina a Professore Emerito del R. Conservatorio Musicale G. Verdi di Milano, il 16 dicembre 1953 ricevette la medaglia d'oro come "cittadino illustre".
Nel 1959 nacque a Seregno il "Concorso Pianistico Internazionale Ettore Pozzoli" a cadenza biennale, fortemente voluto dalla moglie di Pozzoli esaudendo così il sogno del compositore, che era quello di aiutare i giovani pianisti ad abituarsi alla critica e al pubblico. Il primo concorso fu vinto da Maurizio Pollini.

Durante la 12ª edizione del concorso (1981) un allievo di Pozzoli, il maestro Giuseppe Mariani, ricordò così il suo insegnante: 

## Opere

### Opere didattiche per pianoforte
- 16 Studi di agilità per le piccole mani
- I primi esercizi di stile polifonico
- La tecnica giornaliera del pianista, Ricordi, Milano, 1927
- Studi di Media Difficoltà per Pianoforte
- Studi a moto rapido per Pianoforte
- Sorrisi infantili
- 16 Studi per le note ribattute
- 30 Studietti Elementari per Pianoforte
- 5 Sonatine facili nello stile classico
- 24 Studi di facile meccanismo
- 24 Piccoli studi facili e progressivi

### Altre Opere per pianoforte
- Berceuse, 1950
- Impressioni, 1921
- Riflessi del mare
- Suite in stile antico
- Pagine minuscole, 12 bozzetti, 1922
- Pinocchio, piccola suite, 1953

### Opere didattiche per lo studio della teoria musicale, dell'armonia e del solfeggio
- Metodo d'armonia, Ricordi, Milano, 1946-1975, ISMN M-041-82225-9
- Solfeggi parlati e cantati, Ricordi, Milano
- Sunto di Teoria musicale - I, II, III Corso, Ricordi, Milano.

### Pezzi da concerto per Fisarmonica
- Tema e Variazioni, Milano, Ricordi, 1953-54
- Valzer da concerto, 1953 (A Davide Anzaghi, virtuoso della fisarmonica)
- Danza Fantastica, 1956
- Alba d'Aprile, studio melodico, 1954
- Fantasia in La minore
- Canti popolari d'altri tempi, fantasia folcloristica

### Opere sinfoniche e con orchestra
- Tema con variazioni, per orchestra
- Concerto, per pianoforte e orchestra
- Allegro di concerto, per pianoforte e orchestra

### Altre opere
- Gavotta, per organo
- Valzer, per armonica e pianoforte
- Metodo per armonio, Milano, Ricordi, 1951